# Moraea fugax
Moraea fugax là một loài thực vật có hoa trong họ Diên vĩ. Loài này được (D.Delaroche) Jacq. miêu tả khoa học đầu tiên năm 1776.